# Kanton Aix-les-Bains-Sud
Kanton Aix-les-Bains-Sud is een voormalig kanton van het Franse departement Savoie en de toenmalige regio Rhône-Alpes. Het kanton maakte deel uit van het arrondissement Chambéry tot het op 22 maart 2015 werd opgeheven. De gemeenten Drumettaz-Clarafond, Méry, Viviers-du-Lac en Voglans werden opgenomen in het aangrenzende kanton La Motte-Servolex, van de rest werd een nieuw kanton Aix-les-Bains-2 gevormd.

## Gemeenten
Het kanton Aix-les-Bains-Sud omvatte de volgende gemeenten:
- Aix-les-Bains (deels)
- Drumettaz-Clarafond (hoofdplaats)
- Méry
- Mouxy
- Tresserve
- Viviers-du-Lac
- Voglans